# Montbéliard
Montbéliard település Franciaországban, Doubs megyében. Lakosainak száma 25 516 fő (2022. január 1.). Montbéliard Vyans-le-Val, Allondans, Arbouans, Audincourt, Bethoncourt, Courcelles-lès-Montbéliard, Exincourt, Grand-Charmont, Issans, Laire, Raynans, Sainte-Suzanne, Sochaux és Héricourt községekkel határos.

## Népesség
A település népességének változása:
| Lakosok száma | 23 908 | 31 836 | 29 005 | 26 535 | 25 697 | 25 336 | 25 395 | 25 806 | 25 726 | 25 516 |
|               | 1968   | 1982   | 1990   | 2006   | 2013   | 2015   | 2017   | 2019   | 2020   | 2022   |